# Парламентские выборы в Габоне (1964)
Парламентские выборы в Габоне проходили 12 апреля 1964 года. Первоначально выборы планировалось провести в феврале, когда 17 — 18 февраля произошла неудачная попытка государственного переворота. Президент Леон Мба и члены Национального собрания от Габонского демократического блока распустили парламент и назначили выборы на 12 апреля. Несмотря на широкое подавление свободы слова в стране и давление на избирателей, оппозиция получила 45% голосов.

## Контекст выборов
Выборы были первоначально назначены на неделю, в которую произошёл государственный переворот. После освобождения Леона Мбу французской армией он распустил парламент и назначил выборы на 12 апреля 1964 года. Под давлением французского правительства Мба разрешил оппозиции участвовать, хотя именно в этом, как заявила оппозиция, была основная причина переворота. Однако, оппозиционным лидерам было запрещено участвовать в связи с их участием в перевороте, а известные противники Мба были высланы в отдалённые районы страны.

## Избирательная кампания
Габонский демократический и социальный союз практически исчез с политической сцены, многие его лидеры были посажены в тюрьмы из-за переворота. Оппозицию Мба представляли партии, у которых отсутствовали национальные платформы и которые ориентировались на местные интересы и продемократические принципы. Две основные оппозиционные фракции были сторонники Жана-Илера Обамы (который, хотя и был провозглашён мятежниками президентом, не имел к путчу прямого отношения) и профсоюзы.
Мба подкупал избирателей раздачей денег. Выборный процесс сопровождался серьёзными нарушениями.
Французское военное присутствие также могло оказывать давление на избирателей, т.к. оно поддерживало Мба.

## Результаты
Несмотря на проблемы на выборах, оппозиция получила 45% голосов и 16 из 47 мест в Национальном собрании, а Габонский демократический блок получил 55% голосов и 31 место парламента. Оппозиция оспаривала результаты, проводила забастовки по стране, однако они не оказали сколько-нибудь заметного эффекта на экономику.
| Партия                                      | Голосов | %    | Мест |
| ------------------------------------------- | ------- | ---- | ---- |
| Габонский демократический блок              | 142 389 | 55,4 | 31   |
| Габонский демократический и социальный союз | 114 704 | 44,6 | 16   |
| Недействительных/пустых бюллетеней          | 5 679   | –    | –    |
| Всего                                       | 262 772 | 100  | 47   |
| Проголосовавших избирателей/Явка            | 309 049 | 85,0 | –    |
| Источник: Nohlen et al.                     |         |      |      |